# Bruceville-Eddy
Bruceville-Eddy är en stad (city) i Falls County, och McLennan County, i Texas. Vid 2020 års folkräkning hade Bruceville-Eddy 1 413 invånare.